# Muros (járás)
Muros egy comarca (járás) Spanyolország Galicia autonóm közösségében, A Coruña tartományban. Székhelye Muros. Népessége 2005-ös adatok szerint 15 335 fő volt.

## Települések
A székhely neve félkövérrel szerepel.
- Carnota
- Muros